# Circuito di Cagliari
Il circuito di Cagliari è stato un circuito automobilistico cittadino, allestito nei pressi dello stadio Sant'Elia. Venne utilizzato tra il 2002 e il 2003.

## La storia
Il circuito venne inaugurato il 10 novembre 2002. In quel fine settimana il circuito ospitò l'ultima gara della stagione dell'Euro Formula 3000, denominata Gran Premio del Mediterraneo di Formula 3000; venne inserito in sostituzione di una gara prevista a Imola per il 2 giugno. L'appuntamento era inizialmente previsto per il 6 ottobre.
L'organizzazione spettò all'International Promotion di Pier Luigi Corbari e la Event Group, all'ACI, agli autodromi di Monza e Vallelunga. Vi fu l'apporto anche di Pasquale Lattuneddu, il braccio destro in Formula 1 di Bernie Ecclestone.
Dopo ben 35 anni in Italia veniva effettuata una gara automobilistica su un circuito cittadino. Le gare su circuiti cittadini erano state bandite dal 1967 dopo la tragedia di Caserta, dove, in un Gran Premio di Formula 3 persero la vita Geki Russo, Tiger e Beat Fehr.
La gara di F3000 venne vinta dal pilota ceco Jaroslav Janiš, alla media di 122,641 km/h, e risultò decisiva per l'assegnazione del titolo al pilota brasiliano Jaime Melo Jr.. La gara si svolse davanti a 100.000 spettatori.
Il circuito fu sede dell'ultima gara del campionato anche nel 2003, con la denominazione di Gran Premio di Cagliari. La gara, tenuta il 2 novembre, venne vinta da Jaime Melo Jr., alla media di 125,499 km/h; giunse decimo il futuro pilota di Formula 1 Vitalji Petrov. Come gara di contorno venne svolto il Sardinia Master di Formula 3. Il Master venne aggiudicato da un altro pilota con un futuro nella massima formula, il polacco Robert Kubica, che si impose in entrambe le gare. Altre gare riguardarono monoposto di Formula Gloria e vetture prototipi.
Il fine settimana vide anche l'esibizione di Jarno Trulli e Fernando Alonso, al volante di una Renault di Formula 1 e di Jean Alesi con una Mercedes CLK, impiegata nel DTM.
Il circuito venne messo in calendario dell'Euro 3000 anche per il 2004 La gara però non venne organizzata tanto da venir rimpiazzata da un weekend con doppio appuntamento al Nürburgring. Il circuito non venne così più allestito.

## Il tracciato
La pista, priva di variazioni altimetriche, era disegnata nei dintorni dello stadio Sant'Elia, nel quartiere Nuovo Borgo Sant'Elia della città di Cagliari. 
Caratterizzata da un breve rettilineo iniziale, poi da una serie di curve a 90° che immettevano in una lunga curva a destra che terminava con due curve veloci. Il tracciato ritornava verso la linea di partenza per mezzo di un altro breve rettilineo disegnato su via Amerigo Vespucci.
Per il suo allestimento vennero utilizzati 4500 metri di barriera New Jersey, 670 metri di guard-rail in acciaio, e oltre 25 000 pneumatici. Quasi un chilometro di pista venne riasfaltato a nuovo all'inizio di ottobre. Niki Lauda effettuò una ricognizione del circuito durante l'edizione del 2003, trovandolo impegnativo e molto bello.